# Weserstadion (Minden)
Das Weserstadion  ist ein Fußballstadion mit Leichtathletikanlage in der ostwestfälischen Stadt Minden, Nordrhein-Westfalen. Die Anlage wurde 1928 gebaut und zuletzt 1992 renoviert. Die Hauptnutzer sind die Leichtathleten vom SV 1860 Minden, der Fußball-Bezirksligist Union Minden sowie das American Footballteam der Minden Wolves.

## Lage und Ausstattung
Das Stadion liegt in einer alten Weserauenwiese im Mindener Glacis, dem Mindener Stadtpark, zwischen der Johansenstraße und der Weserpromenade. Etwas weiter östlich verläuft die Weser, die gleichzeitig Namensgeberin des Stadions ist. Das Fassungsvermögen des Weserstadions liegt bei 6.800 Zuschauern. Die Haupttribüne ist mit einem Holzdach überdacht und bietet 1.300 Sitzplätze. In der Mitte befindet sich eine Sprecherkabine. Die Tribüne steht unter Denkmalschutz.
Die Rasenfläche ist von einer sechsspurigen Laufbahn umgeben, die im Bereich der Haupttribüne auf acht Spuren verbreitert ist. Auf den drei anderen Seiten bestehen Stehtraversen, die dem Oval der Laufbahn folgen. Die Stehtribüne der Gegengerade verfügt über zwölf, die Stehtribünen der Kurven über jeweils sechs Stufen. Das Weserstadion verfügt über eine Flutlichtanlage.

## Geschichte
Das Weserstadion ist im ehemaligen Schweinbruch, einer nassen Wiese in der Nähe der Weser gebaut worden. Anfangs war das Stadion noch ein reines Fußballstadion ohne Laufbahnen. In der Zeit von 1933 bis 1945 hieß das Stadion Adolf-Hitler-Kampfbahn. Nutzer war über Jahrzehnte der Verein Minden 05, der 1969 in die damals drittklassige Verbandsliga Westfalen aufstieg und bis zu 4.000 Zuschauer zu seinen Heimspielen begrüßen konnte. Der Mindener Handballverein Grün-Weiß Dankersen trug bis Mitte der 1970er Jahre seine Heimspiele im Feldhandball im Weserstadion aus. Im Jahre 1992 wurde das Weserstadion komplett renoviert. Das Stadion erhielt die Leichtathletikanlagen sowie Flutlicht. Die Haupttribüne brannte im Jahre 2003 teilweise ab und wurde ein Jahr später originalgetreu wieder hergerichtet.

## Bedeutende Ereignisse
Am 16. August 1970 wurde das Endspiel der Feldhandball-Bundesliga 1970 um die deutsche Meisterschaft zwischen dem Grün-Weiß Dankersen und dem TV Hochdorf vor 18.000 Zuschauern ausgetragen. Dies ist gleichzeitig der Zuschauerrekord für das Weserstadion. Die höchste Zuschauerzahl bei einem Fußballspiel wurde am 10. Juli 2004 verzeichnet, als 5.500 Gäste das Freundschaftsspiel zwischen Werder Bremen und dem türkischen Verein Trabzonspor sahen. Der Verein Union Minden trägt regelmäßig Freundschaftsspiele gegen Profivereine aus und begrüßte dabei Clubs wie den Hamburger SV, den FC Schalke 04, Hannover 96 oder Arminia Bielefeld.
Weitere sportliche Großereignisse im Mindener Weserstadion waren die deutschen Turnmeisterschaften am 1. und 2. September 1956 sowie die deutschen Leichtathletik-Seniorenmeisterschaften vom 29. bis 31. Juli 2011.